# Scopula inflexibilis
Scopula inflexibilis är en fjärilsart som beskrevs av Louis Beethoven Prout 1931. Scopula inflexibilis ingår i släktet Scopula och familjen mätare. Inga underarter finns listade.